# Associação dos Municípios da Grande Santa Rosa
A Associação dos Municípios da Grande Santa Rosa (AMGSR) é uma associação regional que congrega os municípios de Santa Rosa e região, no estado do Rio Grande do Sul. A AMGSR faz parte da Federação das Associações de Municípios do Rio Grande do Sul (FAMURS).

## Municípios
A AMGSR é constituída por 20 municípios, a saber:
- Alecrim
- Alegria
- Boa Vista do Buricá
- Campina das Missões
- Cândido Godói
- Doutor Maurício Cardoso
- Horizontina
- Independência
- Nova Candelária
- Novo Machado
- Porto Lucena
- Porto Mauá
- Porto Vera Cruz
- Santa Rosa
- Santo Cristo
- São José do Inhacorá
- Senador Salgado Filho
- Três de Maio
- Tucunduva
- Tuparendi